# Kláštor pod Znievom
Kláštor pod Znievom (in ungherese Znióváralja) è un comune della Slovacchia facente parte del distretto di Martin, nella regione di Žilina.
Diede i natali a Ján Országh (1816-1888), figura importante della cultura slovacca nell'epoca del Risorgimento, che a Kláštor pod Znievom fondò un liceo slovacco. Diede i natali anche a Alexander Moyzes (1906-1984), compositore di musica sinfonica, strumentale e vocale.